# Karl Firnhaber
Karl Friedrich Wilhelm Firnhaber (* 16. Mai 1866 in Rittmarshausen; † unbekannt) war ein sächsischer Generalmajor.

## Leben
Karl Firnhaber trat am 1. Oktober 1880 in das Kadettenkorps der Sächsischen Armee ein und wurde am 2. April 1885 als charakterisierter Fähnrich dem 4. Infanterie-Regiment Nr. 103 überwiesen. In diesem Regiment erfolgte am 22. November des Jahres die Ernennung zum Fähnrich. Er avancierte am 9. September 1886 zum Sekondeleutnant, fungierte als Bataillonsadjutant und stieg am 18. September 1893 zum Premierleutnant auf. 1899 wurde er in die 5. Kompanie des 11. Infanterie-Regiment Nr. 139 in Döbeln versetzt und stieg am 24. Juli des Jahres zum Hauptmann und Kompaniechef im Regiment auf. In den nächsten Jahren diente er u. a. auch als Platzmajor. Er wurde am 14. Juli 1909 zum Major und etatsmäßigen Stabsoffizier beim 9. Infanterie-Regiment Nr. 133 befördert. Unter Versetzung in das 10. Infanterie-Regiment Nr. 134 erfolgte Ende September 1911 seine Ernennung zum Kommandeur des III. Bataillons. Als solcher erhielt er im Dezember 1911 das Komtur II. Klasse des Albrechts-Ordens.
Firnhaber führte sein Bataillon nach Ausbruch des Ersten Weltkriegs an der Westfront. Er wurde am 18. September 1914 Kommandeur des 15. Infanterie-Regiments Nr. 181 und gab dieses am 14. Mai 1915 an Oberst Otto von Welck ab. Am 3. September 1915 wurde er als Nachfolger von Oberst z. D. Eduard Hummitzsch Kommandeur des Landwehr-Infanterie-Regiments Nr. 133 und konnte am 30. September des Jahres einen Großangriff russischer Streitkräfte abwehren. Dafür übermittelte ihm sein Kommandierender General Generaloberst Remus von Woyrsch ein Glückwunschstelegramm. Außerdem belieh ihn König Friedrich August III. am 6. Februar 1916 mit dem Ritterkreuz des Militär-St.-Heinrichs-Ordens. Krankheitsbedingt gab er das Regiment am 21. Januar 1916 an den vorläufigen Führer Major von Ehrenstein  ab.
In Genehmigung seines Abschiedsgesuches wurde Firnhaber nach Kriegsende am 26. Januar 1919 mit Pension und der Berechtigung zum Tragen seiner Uniform zur Disposition gestellt. Nachträglich erhielt er den Charakter als Generalmajor.